# Шиндрешти (Марамуреш)
Шиндрешти (рум. Șindrești) насеље је у Румунији у округу Марамуреш у општини Думбравица. Oпштина се налази на надморској висини од 244 m.

## Становништво
Према подацима из 2011. године у насељу је живело 636 становника.